# 中川家
中川家（なかがわけ）は、吉本興業所属のお笑いコンビ。1992年4月結成。M-1グランプリ初代王者（2001年）。

## メンバー
通常は名前のみか「コンビ名・名前」の組み合わせで表記されるが、本名が使われる場合もある。
剛（つよし、1970年12月4日 - ）（54歳）
ボケ（ネタによってツッコミ）・ネタ作り（漫才、ものまね）担当、立ち位置は向かって左。

礼二（れいじ、1972年1月19日 - ）（53歳）
ツッコミ（ネタによってボケ）・ネタ作り（コント、ものまね及びアドリブ系）担当、立ち位置は向かって右。

## 略歴
- 礼二が小学校2年の頃に実父が会社から貰った優待チケットを使ってなんば花月へ親子で初めて観覧しに行き、後に剛も行くようになった。礼二ははじめ行くのを嫌がっていたが、電車に乗れるのは楽しかったためついて行った。そしていつの間にか兄弟揃って漫才にどっぷりハマり、2人は同じ兄弟漫才師で、中田ダイマルラケットや夢路いとし喜味こいしの真似をしながら漫才のコツを独学で掴む。また、花月の最前列で舞台へ釘付けになるほどファンとなった。礼二の初デートはうめだ花月だった。当時の礼二がファンだったのは太平サブロー・シローで、初めて観た漫才は奇しくも兄弟浪曲漫才の東洋朝日丸・日出丸であった。
- 共に大阪の守口市立梶小学校・梶中学校卒業。ちなみに松竹芸能の増田英彦（ますだおかだ）は剛の小中学校の1年先輩にあたる[注 1]。また、桂三度の実弟は礼二と同級生で自宅にも行ったことがある。
- その後、剛は大阪府立守口東高等学校を卒業。一方で礼二は近畿情報高等専修学校を卒業。礼二が在籍していた当時は向陽台高等学校の提携学校だったため、向陽台高等学校と近畿情報高等専修学校で2つの卒業資格を持つ。
- それぞれ卒業後はサラリーマンとして勤めていたが、剛が礼二を誘ってNSC大阪校に11期生として入学。在学中にも漫才の実力を認められ、当時としては異例の在学中に『オールザッツ漫才』（毎日放送）へ「中川兄弟」として出演。NSCでのネタ見せ中には彼ら見たさに、教室の後ろの方に多くの芸人が観覧しようと見届けるほどの人気を誇った。
- 1993年、心斎橋筋2丁目劇場で初舞台を踏む。
- 1996年1月、第17回『ABCお笑い新人グランプリ』にて最優秀新人賞を受賞。その後、関西ローカル番組『すんげー!Best10』（朝日放送テレビ）などで人気を博す。
- 1997年、剛がパニック障害を患う。人ごみに入ると呼吸を忘れてしまうほどの重症で、当時の電車移動では礼二が1駅毎に剛を下車させつつ深呼吸をさせて落ち着かせるほどであった。剛のパニック障害のため通常の仕事をこなすのも困難と化し、多数持っていたレギュラー番組がKBS京都のラジオ1本のみになってしまうなど、不遇の時期を過ごした。その後に剛は医学的治療や認知行動療法を受け、パニック障害から寛解している。
- 関西以外で知られるようになったのは、2000年頃に出演した『明石家マンション物語』（フジテレビ）がきっかけ。オーディション企画のコーナー「大部屋」で注目され、準レギュラーでの出演に至った。
- 『爆笑オンエアバトル』（NHK総合）では10戦中9勝1敗という高いOA率を誇った。最高記録は517KB。
  - 2000年には第2回チャンピオン大会に出場したが、予選1組目の最下位に終わった。
  - 10回中9回が漫才での挑戦であり、1999年11月3日放送回では唯一コントで挑戦し、オンエアを獲得している。また、このコントのボケは剛ではなく礼二だった[注 2]。
  - 余談だが、中川家がオンエア組の最後を飾った次の回では必ず勝者コメントが新しく変わっている[注 3]。
- 2001年末、『M-1グランプリ』の記念すべき第1回で決勝戦進出。結成9年での出場だったが、当時は出場資格の解釈が「結成10年目（結成9年）以内」だったため、最初で最後のチャンスでもあった。大本命の中でトップバッターというプレッシャーの中、審査員からまんべんなく高得点を受け、暫定1位を維持したまま最終決戦進出を決める。最終決戦ではハリガネロックを6対1で破り、初代王者となった。また、『M-1グランプリ2023』で令和ロマンが優勝するまでは唯一トップバッターで優勝したコンビだった。
- M-1の前後[いつ?]、本格的に東京進出を果たす。同年代の芸人はbaseよしもとに所属していたが、中川家、メッセンジャー、海原やすよ ともこの3組はbaseに所属せず活動していた。
- 2002年の第37回上方漫才大賞では、本来なら奨励賞を受賞することが決まっていたが、「M-1で優勝したコンビが2位に相当する賞を受賞するのはM-1を否定することになる」という吉本の意向により辞退（欠員補充はなし）。なお、同年に他の賞を受賞したのは、奇しくも後のM-1で優勝した、ますだおかだ（大賞）、フットボールアワー（優秀新人賞）、ブラックマヨネーズ（新人賞）であった。
- 2009年、『ものまねグランプリ』（日本テレビ）でものまね界の重鎮である山寺宏一やホリ、コージー冨田を破り、初代王者になった[2]。
- 2010年、第45回上方漫才大賞にて、大賞を受賞。
- 2012年、『日清食品 THE MANZAI 2012』に出場。認定漫才師に選ばれ、サーキットランキング19位でワイルドカード決定戦に出場するも、決勝大会進出を逃した。
- 2019年、第54回上方漫才大賞にて、2度目の大賞を受賞[3]。

## 芸風
- 剛がちょっかいを出して礼二がツッコみつつも次々話を進めるコント漫才で、同じく兄弟コンビの「いとし・こいしやダイマル・ラケットの後継者」と言われることもある。特にダイマル・ラケットに関しては、NSC時代に講師から漫才のテープを渡されて徹底的に聴かされるほど勉強させられた。後に剛は完コピできるほどマスターした。兄である剛は身長が低く童顔でおっとりしたボケなのに対し、声も体も大きく「大阪のおばちゃん」的なしっかり者の弟である礼二がツッコミという立場逆転の面白さもあると言える。コントではボケ・ツッコミが逆転する場合が多い。
- 漫才でのネタは剛が主導で作っているが、事前のネタ合わせ自体はあまり行わずツカミとオチのみを決めておいてネタを進め、舞台で繰り返し披露していくうちに方向性を固めていく独自のスタイルをとっている。この手法は水道橋博士（浅草キッド）と増田英彦（ますだおかだ）に「常設の劇場があり場数を踏める吉本所属だからできるものだ」と評された[4]。こうしたネタの性格上、漫才は非常に即興性が高い。
- 街中やテレビなどでよく見かけるような光景[注 4]を鋭い視点で観察した形態模写（あるあるネタ）を得意とし、漫才中に行うことも多い。特に礼二は趣味である鉄道関連のものまねも得意とする[注 5]。
- 出囃子（ルミネtheよしもと）はタイガー・アーミー（英語版）の「Nocturnal」。

## エピソード
- 幼少期から兄弟でものまねをやっていた。ものまねのネタを思いつくのは実は剛の方が圧倒的に多いものの、「自分がやるとインパクトがない」ということで礼二にやらせている。そして思いついたネタがあまりにマニアックすぎるため、ボツとなることも多い。声帯模写は礼二が苦手としているため、剛がやる機会が多い[注 6]。
- 高校時代はそれぞれ異なる高校だったがラグビー部に所属していた。当時剛は真面目に3年間練習していたが小柄な体型だったのもあり、試合にはほとんど出場できなかった。高校は3年時に大阪府予選の決勝まで進出経験がある。剛に対して礼二はそこまで練習していなかったにも拘らず、体格には恵まれたこともありレギュラーだった。
  - 2012年9月29日放送の『アメトーーク!』（テレビ朝日）「部活やってたけど補欠芸人」では、礼二（当時は補欠）が思いを寄せていた同級生の女子が、レギュラーだった剛と付き合ってショックを受けたエピソードが紹介されている。
  - 2人ともラグビー経験者のため、毎日放送で深夜に放送される『全国高校ラグビー大会』決勝のハイライト番組の中継の副音声解説を、2008年頃まで数年間務めていた。
- 相方を探していた剛が友人や知人を5〜6人誘ったものの悉く断られたため、NSCの入学願書へ勝手に礼二の名前を書いて無理やり入学させた[5]。
- NSC時代のコンビ名は「中川兄弟」としていたが、先輩に千原兄弟がいたことで現在のものに改名した。
- コンビを組んで漫才を始めるにあたり、礼二は実母から「あんたは芸人に向いてるけど、剛はなぁ…。あの子、いっこもしゃべりあかんやん」と剛に対してダメ出しを食らっており、剛本人も母からダメ出しされて礼二がそれを隣の部屋で聞いていたという話もある。実際に本人たちもこのエピソードを漫才のネタにし、たびたび披露している。
- 仕事以外の場で顔を合わせる際には、通常の兄弟の間柄に戻るため漫才でのやりとりとは異なり、兄である剛が上の立場になる。実家で顔を合わせた際には、剛が礼二に買い物してくるよう指示することも多く、ネタ合わせでも剛が主導。テレビ出演時においても時折兄弟らしいやりとりが見られる。同じ兄弟コンビの千原ジュニア（千原兄弟）曰く「中川家は"コンビ"よりも"兄弟"のほうが強い」。
- 東京に進出しており兄弟共に東京在住だが東京での地上波レギュラー番組はラジオ1本のみ。その他は不定期や準レギュラーのような出演が殆どで1か月のスケジュールの半分が大阪での仕事とのこと[6]。なお、東京でのレギュラーが無いことについて「長い打ち合わせが嫌い」「東京では閉ざしている」など語っており、それが理由でレギュラーが無いと語っていた[7]。ただし、2022年4月16日より放送のNHK大阪放送局制作の『探検ファクトリー』のレギュラーに起用された。東京の番組ではないものの地上波における全国放送でのレギュラー番組となった。
- 漫才の冒頭で「どうも〜、○○です〜」という自己紹介や前フリは入れず、「どうも!」という挨拶からいきなりネタに入る。これは若手の頃、いとし・こいしから「既に紹介されて出てきているから、その分時間がもったいない」とアドバイスを受けたことによる[8]。
  - 礼二は後輩の小杉竜一（ブラックマヨネーズ）に対しても漫才のアドバイスを頻繁に行っており、上記の「自己紹介を入れるな」も伝え実際にブラックマヨネーズは優勝した2005年のM-1グランプリでは、自己紹介を行わなかった[9]。
- いとし・こいしが使っていたネタ（似た言葉の言い間違いを2〜3回繰り返した後で正しい言葉が出てくる→「すっと言えんか！」という一連のくだり）を、本人から直々に使っていいと言われたことがある。ただ、恐れ多く未だに使っていない[10]。
- 2003年2月、6時ごろに広島中央警察署の刑事が訪れ、人の頭を叩いた（ツッコミと主張）として弟の礼二が捕まったことが公式YouTubeチャンネル上の中川家の寄席2022「おばちゃんとおばちゃんと新幹線」内で語られた[11]。

## ものまねのレパートリー

### 礼二
- 電車の車掌、運転士（車内アナウンスや発車時の動きなどだが、特に京阪電車は十八番となっている）
- 新幹線のトイレの水の流れる音
- 阪神タイガースの私設応援団
- インタビューに答える闇金融の声
- 外国人 - 中国（香港）人や韓国人、北朝鮮人（平壌放送のアナウンサー）、アフリカ人等。実際の言語は話せないがハナモゲラ語的に語調や雰囲気をマネて喋る。
- ジャッキー・チェン映画のワンシーン（『少林寺木人拳』、『ヤングマスター 師弟出馬』の獅子舞）
- 吉本の大物芸人（西川きよし、今くるよ、ハイヒールリンゴの楽屋入り）
- 東大阪の岩本さん - ”東大阪市でねじ工場の社長をしているおじさん”という設定の架空ものまね。『痛快!明石家電視台』など、明石家さんまが絡む番組で披露する。
- カメラマン - テレビのカメラマンスタッフ
- 通天閣のおっさん
- 営業マンの電話
- ロケバスの運転手
- 伊勢丹新宿店の駐車場の警備員
- グアムの税関
- 大阪のおばちゃんorおかん

### 剛
- 新幹線の車内で電話する夫婦（一人二役が多い）
- 犬の鳴き声（一般的な吠え方の他、鳴きそうで鳴かないパターンもある）
- 緊急車両のサイレン（ドップラー効果も再現する）
- エンジン音
- ラジオのチューニング
- 携帯音楽プレーヤー（ウォークマンやiPod）からの音漏れ
- しけた花火の音

### コンビ
- バラエティー番組のカメラマンとそのアシスタント（カメアシ）
- 大阪のおっちゃんやおばちゃん同士の会話
- 満員電車に乗り合わせるサラリーマン
- デイサービスの車に入居者を乗せるシーン
- ジャッキー・チェンなどのカンフー映画
- タクシー営業所での運転手と社員との会話
- 中年男性のせき
- テレビ局などの社員にありがちな表情の切り替わりの瞬間
- 戦後間もない頃の映像
- 中小企業の地方CM

## 賞レース成績・受賞歴など

### M-1グランプリ
| 年     | 結果 | エントリーNo. | 決勝戦キャッチコピー | 備考                            |
| ------ | ---- | ------------- | -------------------- | ------------------------------- |
| 2001年 | 優勝 | 438           | 笑いのDNA            | ラストイヤー、決勝1回戦 1位通過 |

### その他（成績・受賞歴）
- 1995年 第16回ABCお笑い新人グランプリ 新人賞
- 1995年 第30回上方漫才大賞 新人賞
- 1996年 第17回ABCお笑い新人グランプリ 最優秀新人賞
- 2000年 爆笑オンエアバトル 第2回チャンピオン大会 予選敗退（1組目 10位）
- 2001年 第30回上方お笑い大賞 最優秀技能賞
- 2002年 第40回ゴールデン・アロー賞 芸能賞
- 2003年 平成14年度花形演芸大賞 銀賞
- 2009年 S-1バトル 月間チャンピオン（11月）
- 2010年 第45回上方漫才大賞 大賞
- 2012年 日清食品 THE MANZAI 2012 ワイルドカード決定戦敗退
- 2016年 第10回ベスト・プラウド・ファーザー賞in関西 芸能部門[13][14]
- 2019年 第54回上方漫才大賞 大賞

## 出演

### 現在出演している番組

#### テレビ (現在)
レギュラー・準レギュラー
- 痛快!明石家電視台（毎日放送、2001年3月19日 - ）
- 中川家&コント（BSフジ、2018年10月1日 - ）
- ねじの世界（テレビ大阪、2020年2月13日 - ）
- 探検ファクトリー（NHK総合、2022年4月16日 - ）

特別番組
- 鉄オタ選手権（NHK総合・BS・BSP4K） - 司会
- 中川家の笑う大須演芸場（テレビ愛知） - 司会
- やすとも×中川家の旅はノープラン（読売テレビ）
- 初笑い東西寄席 → 新春生放送!東西笑いの殿堂（NHK総合、2015年 -（毎年1月3日放送）） - 西側キャプテン
- 中川家・かまいたちのラブネタ（毎日放送、2021年 - ） - MC
- 大阪48市町村を調査! 誰も知らんキング（テレビ大阪、2021年12月18日 - ）- MC

#### ラジオ (現在)
- 中川家 ザ・ラジオショー（ニッポン放送、2020年9月7日 - ） - 金曜パーソナリティ

### 過去に出演していた番組

#### テレビ (過去)
バラエティ
- 爆笑オンエアバトル（NHK総合）
- 爆笑BOOING（関西テレビ）
- 笑いの剣（朝日放送、1994年）
- すんげー!Best10（朝日放送、1995年 - 1997年）
- 光速脳天!ベタキング（関西テレビ、1990年代中ごろ）
- PUSH!（朝日放送、1997年 - 1998年）
- 吉本超合金（テレビ大阪、1997年 - 2000年） - 一時期準レギュラー
- 明石家マンション物語（フジテレビ、1999年 - 2001年） - 一時期準レギュラー
- 土曜ドカンッ!!（よみうりテレビ）
- 感じるジャッカル（フジテレビ、2001年 - 2002年）
- 人妻温泉（テレビ東京、2001年 - 2002年）
- なまあらし LIVESTORM（フジテレビ、2002年 - 2004年）
- 笑う子犬の生活（フジテレビ、1999年 - 2001年）
  - 笑う犬の情熱（フジテレビ、2002年 - 2003年）

- ロバートホール → ロバートホール水（フジテレビ、2003年 - 2004年）
- リチャードホール（フジテレビ、2004年 - 2005年）
- 中川家ん!（毎日放送、2003年 - 2005年）- 先生（MC）
- にこいち 〜スーパースター友情列伝〜（朝日放送、2004年 - 2005年）- 司会
- ジャイケルマクソン（毎日放送、2005年 - 2010年）
- リンカーン（TBSテレビ）- 準レギュラー
- 熱中時間 忙中"趣味"あり 線路より愛をこめて/中川家礼二の時刻表（NHK BS2、2006年）
- 明石家さんちゃんねる（TBSテレビ） - 2007年秋ごろまで準レギュラー
- せやねん!（毎日放送）
- トミーズのはらぺこ亭（関西テレビ）ロケ
- おもいッきりイイ!!テレビ（日本テレビ） - 水曜日
- 芸能界鉄道研究会 鉄研（中京テレビ）
- オチャわん（よみうりテレビ）
- 三枝一座がやってきた!（NHK BS2）
- 爆笑ふれあいコメディ こちらかきくけ公園前（朝日放送）
- 爆笑レッドカーペット（フジテレビ）
- 億万笑者!〜S-1バトルへの道〜（日本テレビ）
- 中川家 家電の流儀（テレビ大阪、2011年1月 - 2019年3月）
- 暗躍!芸人ブローカー 〜テレビに出ない（秘）芸人密売所〜（関西テレビ、2011年7月 - 9月） - 芸人ブローカー
- 水野真紀の魔法のレストラン（毎日放送）
- 大阪ほんわかテレビ（よみうりテレビ）
- あらびき団（TBSテレビ、TBSチャンネル）
- 笑神様は突然に…（日本テレビ）
- 爆笑ファクトリーハウス 笑けずり（NHK BSP、2015年8月 - 9月）
- さんまのお笑い向上委員会（フジテレビ） - 2023年10月まで準レギュラー

特別番組
- 美女と中川家!大阪の達人になってよねSP（読売テレビ、2002年6月2日）
- 中川家の爆笑スチャラカパーク（朝日放送、2002年10月）
- ホンコン&中川家のこりゃ〜謎でござる!?大阪ビックリ探偵社（読売テレビ、2002年10月13日）
- THE INSIDER〜怒!中川家の内部告発!?（関西テレビ、2002年10月14日）
- 中川家のツワモノどものメシ（日本テレビ、2003年1月3日・9月3日）
- 小堺×関根×中川家 笑うXマス ブレイク芸人!先取りパーティ（テレビ朝日、2003年12月18日）
- 爆笑そっくりものまね紅白歌合戦スペシャル（フジテレビ、2000年 - 2003年）
- ものまねグランプリ（日本テレビ）第1回（ザ・トーナメント）優勝、第2回（ザ・サバイバル）MVP
- かんさいkansai特集「映像歴史クイズkansaiの鉄道」（NHK大阪、 2009年）
- 陣内ケンコバ中川家!アラフォー同期シンガポールへ行く（関西テレビ、2014年12月27日）
- 気になるあの人大調査! 陣内＆中川家のWHO ARE YOU?（毎日放送、2015年9月19日・2016年2月27日）
- お笑いチャンピオンステージ（BSテレ東、2016年1月9日） - MC
- 日本列島スゴおもバトル〜平成版全国各地のアッと驚く投稿!ネタMAP〜（読売テレビ、2016年3月12日）- MC
- よしもとスポーツバトル 芸人vs最強アスリート真剣勝負で大金星!?SP（関西テレビ、2016年10月22日）- MC
- 中川家&友近のおっちゃんウォッチャー（読売テレビ、2017年10月8日・2018年7月14日・2019年6月8日）
- 中川家の出張演芸会!福笑い（福岡放送、2019年9月15日・12月7日・2020年10月24日）
- 中川家のラグビーがわかる喫茶店（ABCテレビ、2019年9月23日）- MC
- モノさん、おしえて。（NHK総合（関西ローカル）、2019年12月20日）- MC
- 中川家・秋元真夏・丸山桂里奈の「#新しい日常」について聞かせてもらってイイですか？（テレビせとうち、2020年9月19日）
- 中川家のありガチ勢（読売テレビ、2022年3月12日・10月2日・2023年10月1日）
- ぶらり&中川家（BSフジ、2022年12月24日）
- 中川工場（NHK大阪）
- 中川家も知らんディープな大阪〜発見!芸人町自慢〜（読売テレビ、2025年3月29日）

テレビドラマ
- グッド★コンビネーション（NHK大阪、2000年）
- 東京庭付き一戸建て（日本テレビ、2002年）
- よろず刑事（朝日放送、2005年） - 6話
- 昼のセント酒（テレビ東京、2016年5月7日） - 5話
- 「連続テレビ小説」カムカムエヴリバディ（NHK総合、2021年11月1日 - 2022年4月8日） - エンタツ・アチャコ 役

ドキュメンタリー
- わたしが子どもだったころ 第6回「漫才コンビ 中川家 兄・剛 弟・礼二」（NHK BShi、2007年2月14日）
- 日曜特番・夢をつくった男たち〜お笑い100年のパイオニア〜（2012年10月21日、BS-TBS） - エンタツ・アチャコの足跡をたどるナビゲーターとして出演
- 大阪おもろナーレ（毎日放送）
- あの日の通学路 思い出の扉が今開く! 爆笑大阪編&ドキドキ岐阜編（NHK総合、2020年8月24日 / 60分拡大版 NHK BSP、2020年9月12日） - 礼二のみ

#### ラジオ (過去)
- 中川家のはまぐり御門お笑いバトル!（KBS京都、1997年）
- 中川家の半時間（TBSラジオ、2002年10月 - 2003年3月）
- 中川家のネコ電（TBSラジオ、2003年4月 - 2005年3月） - JUNK月曜→B-JUNK水曜
- オールナイトニッポンPremium（ニッポン放送、2018年10月 - 2019年3月）
- DAYS（ニッポン放送、2019年4月2日 - 2020年9月1日） - 火曜パーソナリティ
- 漫才サミットのオールナイトニッポン[注 10]
  - 2020年9月24日（23日深夜）[24][25]
  - 2021年12月22日（21日深夜）[26]
- 中川家と海原やすよ ともこのオールナイトニッポンGOLD（ニッポン放送、2022年2月10日）

### コマーシャル
- ジョージア（日本コカ・コーラ、2003年1月 - ）[27]
- JR西日本CM（JR西日本、2003年12月 - ）
- 親店舗告知（株式会社ソフマップ、2002年3月 - 2002年6月）
- ツーカーホン関西CM（株式会社ツーカーホン関西、2002年11月 - 2003年3月）
- 株式会社東京ニュース通信社（週刊TVガイド）（2003年4月 - 2004年4月）
- 大阪ガス株式会社（2005年7月 - ）
- コロナワールド「中川コロナワールド天然温泉健美効炉」（2006年9月 - ）
- 山陽電車（2007年10月 - ）
- すき家（2008年10月 - ）
- ビフかつバーガー（モスバーガー、2011年8月 - ）
- 「スパかつバーガー」「豚天バーガー」（モスフードサービス、2012年8月 - ）
- バンドエイド「キズパワーパッド」（ウェブ用CM）
- ラウンドワン（2015年 - ）
- ダイハツ工業「ダイハツ・キャスト」（2015年11月）
- モンスターストライク 中川家が錬金術師篇（2017年7月）
- ほっかほっか亭（2017年10月 - ）
- JR東海（2020年5月 - ）[28][29]
- MEGA BIG（2021年1月 - ）[30][31]
- レスタス（2021年6月 - ）[32]
  - 「カレンダーが、胸に刺さる（価格訴求）編」「カレンダーが、耳に入る編」「カレンダーが、目につく編」（2021年6月 ‐ 7月）[32]
  - 「カレンダーが、胸に刺さる（納期訴求）編」（2021年6月 ‐ 7月）
  - 「カレンダーが、骨に染みる編」（2021年8月 ‐ 9月）
  - 「新 / 工務店・耳に入る編」（2021年10月 ‐）
- ノーベル製菓 VC-3000のど飴「みんなでVCキャンペーン」（2021年10月1日 - ）[33]

### 舞台
- 吉本百年物語 キミとボクから始まった（2012年5月、なんばグランド花月） - 轟一蝶 役（剛）、花菱アチャコ 役（礼二）

### 映画
- 明日があるさ THE MOVIE（東宝、2002年10月）
- 巌流島 -GANRYUJIMA-（東宝、2003年10月）
- スクールウォーズ・HERO（松竹、2004年9月）
- Mr.ディーズ 関西弁版（ソニー・ピクチャーズ エンタテインメント、2003年5月）
- 木更津キャッツアイ ワールドシリーズ（2006年）
- さらば愛しの大統領（2010年）

### 劇場アニメ
- ポケモン・ザ・ムービーXY 破壊の繭とディアンシー（2014年）
- それいけ!アンパンマン おもちゃの星のナンダとルンダ（2016年）

### PV
- DOBERMAN INFINITY「to YOU」 (2015年12月) [34][35]

## 単独ライブ
1994年
- 10月29日 - 「中川家二人会」（心斎橋筋2丁目劇場/大阪）

1995年
- 1月27日 - 「中川家二人会」（心斎橋筋2丁目劇場/大阪）
- 5月27日 「中川家二人会」（心斎橋筋2丁目劇場/大阪）
- 9月9日 「中川家二人会」（心斎橋筋2丁目劇場/大阪）

1996年
- 1月27日 - 「中川家二人会」（心斎橋筋2丁目劇場/大阪）
- 6月22日 「中川家二人会」（心斎橋筋2丁目劇場/大阪）
- 9月22日 「中川家二人会」（心斎橋筋2丁目劇場/大阪）

1997年
- 5月1日 「中川家二人会」（心斎橋筋2丁目劇場/大阪）
- 7月23日 「Summer Night Special 『中川家二人会』」（なんばグランド花月/大阪）

1998年
- 4月24日 「中川家二人会」（心斎橋筋2丁目劇場/大阪）

2000年
- 9月23日 「多重人格」（baseよしもと/大阪）

2002年
- 7月28日 「兄弟喧嘩」（なんばグランド花月/大阪）
- 8月4日 「兄弟喧嘩〜中川家芸能生活10周年記念イベント〜」（ルミネtheよしもと/東京）

2003年
- 8月3日 「二人息子」（なんばグランド花月/大阪）
- 8月8日 「二人息子」（ルミネtheよしもと/東京）

2005年
- 9月28日 「中川家の寄席」（新宿末廣亭/東京）
- 12月22日 - 「中川家の寄席」（新宿末廣亭/東京）

2006年
- 3月23日 - 「中川家の寄席」（新宿末廣亭/東京）
- 6月24日 - 「間寛平・中川家ライブ2006」（ラフォーレ原宿/東京）
- 6月25日 - 「間寛平・中川家ライブ2006」（ラフォーレ原宿/東京）
- 9月21日 - 「中川家の寄席」（新宿末廣亭/東京）

2007年
- 4月5日 - 「中川家の寄席」（新宿末廣亭/東京）
- 7月5日 -「中川家の寄席」（新宿末廣亭/東京）
- 10月18日 - 「中川家の寄席」（新宿末廣亭/東京）

2008年
- 3月8日 - 「中川家の寄席」（新宿末廣亭/東京）
- 8月7日 - 「中川家の寄席」（新宿末廣亭/東京）

2009年
- 3月15日 - 「中川家の大寄席」（ルミネtheよしもと/東京）※ゲストに明石家さんまが登場し3人で漫才を披露。
- 8月16日 - 「中川家の大寄席」（なんばグランド花月/大阪）
- 12月15日 - 「中川家の寄席」（新宿末廣亭/東京）

2010年
- 4月13日 - 「中川家の寄席」（新宿末廣亭/東京）
- 12月23日 - 「中川家の寄席」（シアターサンモール/東京）

2011年
- 8月19日 - 「中川家の特大寄席2011」（なんばグランド花月/大阪）
- 8月27日 - 「中川家の特大寄席2011」（ルミネtheよしもと/東京）

2012年
- 9月2日 - 「吉本興業創業100周年特別夜公演 中川家結成20周年記念ライブ『中川家の特大寄席2012』」（なんばグランド花月/大阪）

2013年
- 8月25日 - 「中川家の特大寄席2013」（なんばグランド花月/大阪）

2014年
- 8月24日 - 「中川家の特大寄席2014」（ルミネtheよしもと/東京）
- 8月31日 - 「中川家の特大寄席2014」（なんばグランド花月/大阪）

2015年
- 8月15日 - 「中川家の特大寄席2015」（ルミネtheよしもと/東京）
- 8月16日 - 「中川家の特大寄席2015」（ルミネtheよしもと/東京）
- 8月23日 - 「中川家の特大寄席2015」（なんばグランド花月/大阪）ゲストに今くるよが登場し3人で「今いくよ・くるよ・くるよ」でトリオ漫才を披露。

2016年
- 8月20日 - 「中川家の特大寄席2016」（ルミネtheよしもと/東京）
- 8月21日 - 「中川家の特大寄席2016」（ルミネtheよしもと/東京）
- 8月26日 - 「中川家の特大寄席2016」（なんばグランド花月/大阪）

2017年
- 8月19日 - 「中川家の特大寄席2017」（ルミネtheよしもと/東京）
- 8月20日 - 「中川家の特大寄席2017」（ルミネtheよしもと/東京）
- 8月25日 - 「中川家の特大寄席2017」（なんばグランド花月/大阪）

2018年
- 8月18日 - 「中川家の特大寄席2018」（ルミネtheよしもと/東京）
- 8月19日 - 「中川家の特大寄席2018」（ルミネtheよしもと/東京）
- 8月24日 - 「中川家の特大寄席2018」（なんばグランド花月/大阪）

2019年
- 8月17日 - 「中川家の特大寄席2019」（ルミネtheよしもと/東京）
- 8月18日 - 「中川家の特大寄席2019」（ルミネtheよしもと/東京）
- 8月23日 - 「中川家の特大寄席2019」（なんばグランド花月/大阪）
- 9月12日 - 「中川家の特大寄席2019」（アートピアホール 名古屋市青少年文化センター/名古屋）

2022年
- 8月6日 - 「中川家の特大寄席2022」（ルミネtheよしもと/東京）
- 8月7日 - 「中川家の特大寄席2022」（ルミネtheよしもと/東京）
- 8月13日 - 「中川家の特大寄席2022」（なんばグランド花月/大阪）
- 8月14日 - 「中川家の特大寄席2022」（なんばグランド花月/大阪）

## ディスコグラフィー

### DVD
- 間寛平・中川家 原宿寄席 2006
- 兄弟喧嘩
- 中川家/二人息子
- M-1グランプリ2001完全版〜そして、伝説は始まった〜
- 〜漫才ファッションショー〜漫服
- 中川家・ルート33・キングコング in ZAIMAN
- ハリガネロック・チュートリアル・ランディーズ in ZAIMAN （コーナー出演）
- ZAIMAN「MAN!!」
- 感じるジャッカル
- リチャードホール
- リトル・ブリテン 吹替
- ビバリーヒルズ晴天白書
- 「中川家の特大寄席」（特典付き）
- 中川家×サンドウィッチマン×ナイツ「漫才サミット」
- 「やすとも×中川家の旅はノープラン 凝縮版」（よしもとミュージック、品番：YRXN-91575〜8）[36][37]

### CD
- 阪神タイガース 酒飲み音頭2003（2003年）勝吉本酔虎隊のメンバーとして
- 大阪パラダイス（2006年）中村玉緒＆中川家

## 書籍
- 中川家ガイド 人気兄弟漫才コンビの才能がつまった初めての本が登場！！（東京ニュース通信社、2003年）ISBN 978-4924566217

## その他
- LINE公式スタンプ（2015年8月）